# فيرينك يوزيف ناغي
فيرينك يوزيف ناغي (بالمجرية: Nagy Ferenc József)‏ هو سياسي مجري، ولد في 22 أبريل 1923 في المجر. حزبياً، نشط في الحزب المدني لأصحاب الحيازات الصغيرة المستقلين والعمال الزراعيون. وقد انتخب عضو الجمعية الوطنية المجرية.